# ألفرد شارف
ألفرد شارف (بالألمانية: Alfred Scharf)‏ هو مؤرخ الفن ألماني، ولد في 25 نوفمبر 1900 في Kynšperk nad Ohří ‏ في التشيك، وتوفي في 25 ديسمبر 1965 في لندن في المملكة المتحدة.